# جون جي. غاري
جون جي. غاري (بالإنجليزية: John G. Gary) هو سياسي أمريكي، ولد في 23 ديسمبر 1943 في بالتيمور في الولايات المتحدة. حزبياً، نشط في الحزب الجمهوري. وقد انتخب عضو مجلس النواب لولاية ماريلند.